# Druivenkoers 1998
La Druivenkoers 1998, trentottesima edizione della corsa, si svolse il 26 agosto 1998 su un percorso di 194 km, con partenza e arrivo a Overijse. Fu vinta dal russo Sergej Ivanov della TVM-Farm Frites davanti ai belgi Wilfried Peeters e Kurt Van De Wouwer.

## Ordine d'arrivo (Top 10)
| Pos. | Corridore          | Squadra         | Tempo    |
| ---- | ------------------ | --------------- | -------- |
| 1    | Sergej Ivanov      | TVM-Farm Frites | 4h46'00" |
| 2    | Wilfried Peeters   | Mapei-Bricobi   | a 32"    |
| 3    | Kurt Van De Wouwer | Lotto-Mobistar  | s.t.     |
| 4    | Nico Mattan        | Mapei-Bricobi   | a 1'01"  |
| 5    | Marc Wauters       | Rabobank        | s.t.     |
| 6    | Chris Peers        | Lotto-Mobistar  | s.t.     |
| 7    | Davy Daniels       |                 | s.t.     |
| 8    | Michel Vanhaecke   | Ipso            | a 1'20"  |
| 9    | Fabien De Waele    | Lotto-Mobistar  | a 1'30"  |
| 10   | Jan Boven          | Rabobank        | s.t.     |